# Vitice
Vitice település Csehországban, a Kolíni járásban. Vitice Chrášťany, Kostelec nad Černými lesy, Oleška, Třebovle, Kšely, Krupá és Kouřim településekkel határos. Lakosainak száma 1161 fő (2024. január 1.).

## Népesség
A település lakosságának változását az alábbi diagram mutatja:
| Lakosok száma | 1755 | 1951 | 1748 | 1136 | 1007 | 942  | 1090 | 1103 | 1140 | 1161 |
|               | 1869 | 1890 | 1921 | 1950 | 1980 | 2001 | 2017 | 2019 | 2022 | 2024 |